# Sodipodi
A Sodipodi egy nyílt forrású vektor grafikus szerkesztőprogram. Speciálisan az SVG standard köré tervezték, úgy használva az SVG fájlformátumot, mint egy egyszerű tárolási formátumot. A későbbiekben alkalmas lesz importálni és exportálni SVG adatokat, terveket és ezen felül majd exportálhatunk bitmap és PNG formátumban is.
A program fő fejlesztője Lauris Kaplinski, de rajta kívül még számos ember közreműködik a projektben.
2004-ben indult az SVG clip art kollekciója, mely zászlókat, szimbólumokat és egyéb más formákat tartalmaz.
Az Inkscape a Sodipodi forkja, melyet néhány Sodipodi fejlesztő alapított.
Bár 2004 óta nem volt új kiadás, Lauris Kaplinski évekig tovább fejlesztette a Sodipodit elsősorban kódmódosítással és hibajavításokkal. A trunk ág utolsó bejegyzése 2023. szeptember 12-én jelent meg.